# Eurycnema goliath
Eurycnema goliath (PSG: 14) is een insect uit de orde van de Phasmatodea (wandelende takken) en komt voor in Australië.
Bij deze wandelende takken is enkel sprake van geslachtelijke voortplanting. De eitjes komen na vier tot zes maanden uit en na zes tot acht maanden zijn de dieren volwassen. Mannetjes worden tot 14 cm groot, vrouwtjes tot 20 cm.
Zowel mannetjes als vrouwtjes kunnen hun vijand laten schrikken met hun vleugels. Mannetjes hebben zelfs het vermogen om met die vleugels kleine afstanden af te leggen.